# Joseph Fouché
Joseph Fouché (n. 21 mai 1759, Le Pellerin, Pays de la Loire, Franța – d. 26 decembrie 1820, Trieste, Austro-Ungaria) a fost un politician francez din timpul revoluției, apoi ministru al poliției sub Napoleon Bonaparte. În cursul anului 1793 a semnat circa 1.600 de condamnări la moarte, între care pe cea a regelui Ludovic al XVI-lea. S-a remarcat prin anticlericalism, prin crearea unui sistem de spionaj și control, precum și ca organizator al descreștinării, împreună cu Pierre Gaspard Chaumette⁠(en)[traduceți].